# 平坝铁线莲
平坝铁线莲（学名：Clematis clarkeana）为毛茛科铁线莲属下的一个种。

## 扩展阅读
- 维基共享资源上的相關多媒體資源：平坝铁线莲
- 維基物種上的相關：平坝铁线莲